# Buxbom
Buxbom (Buxus sempervirens) är en art av släktet buxbomar (Buxus). Den är en städsegrön buske och odlas ofta som trädgårdsväxt, till häckar och formklippta figurer. 
Träet har historiskt haft en stor användning vid tillverkning av lådor och askar. Orden box, boett och bössa härrör alla från namnet för buxbomsträ. 

## Biologi
Storleken varierar mellan olika förädlade sorter, men busken blir i Norden 0,5–3 meter hög. I sin naturliga miljö, Medelhavsområdet, kan den bli mycket högre. Bladen är ovala och hårda, och de påminner om lingonris fast större. Blommorna är oansenliga och har en gulvit nyans.

## Odling
Buxbom växer långsamt och har ett kompakt växtsätt, varför den är tacksam att formklippa exempelvis till klotform. Den har därför varit populär i trädgårdar och parker med klassicistisk utformning, och mindre populär när trenden varit mer romantisk. Den är vanlig som kyrkogårdsväxt då den kräver minimal omvårdnad.
Normalt klarar buxbom endast växtzon I-II, men förädlade sorter kan klara växtzon IV. Buxbom växer bäst i kalkrik jord med högt pH-värde. Ett relativt nytt hot mot buxbomodling är svampen Cylindrocladium buxicola, som bekräftades i England 2002. Det finns få möjligheter att behandla angreppen och på sikt kan det innebära att buxbom får bytas ut mot liknande växter i trädgårdar.
Buxbom avsöndrar ämnen till jorden som kan få andra växter att vantrivas. Dessa växter är framför allt surjordsväxter som rhododendron.

## Användning
Virket varierar i färg från ljusgult eller gräddfärgat till orange. Det har mycket liten kommersiell användning. På grund av dess hårdhet, kompakthet och jämna textur anses det dock, tillsammans med järnek, vara det yppersta virket för små fartygsmodeller och annat miniatyrsnickeri. Virkets hårdhet gör det svårlimmat. Inom grafiken används buxbom för trägravyr, även kallat xylografi. Tryckstocken som graveras är då sammansatt av ändträbitar som sammanlimmats. Buxbom används inom stråkinstrumentsindustrin som komplement till ebenholts för att tillverka stränghållare. Träet används också för att göra handgjorda netsuke-figurer, en typ av knappar som används i asiatiska dräkter. 
Buxbom var länge dominerande träslaget för tillverkning av träblåsinstrument som klarinetter, blockflöjter, oboer och tvärflöjter. Det ersattes under 1800-talet av andra träslag, framförallt Grenadill (Dalbergia melanoxylon) och Cocuswood (Brya ebenus). En bidragande orsak till detta var att virket är relativt ostabilt och fuktkänsligt, något som blev besvärande då instrumenten började utrustas med allt mer komplex mekanik. Senare tiders intresse för tidstroget musicerade har dock medfört att buxbom används vid nytillverkning av repliker av äldre blåsinstrument.

### Medicinsk användning
Hela plantan är giftig, och de giftiga ämnena smakar bittert. Förgiftning av buxbom ger kräkningar och diarreer. 
Inom folkmedicinen används buxbom vid feber och gallbesvär med febersänkande, svettdrivande, laxerande eller gallsekretionsbefrämjande verkan. Använd del är rotbark och blad. Verkande ämnen är alkaloider, eterolja och vitamin C. 

### Annan användning
Buxbom används sedan Thomas Bewicks innovation av trästickstekniken i slutet av 1700-talet som standardträ för xylografi på grund av dess hårdhet. Man utnyttjar då dess ändträ.

## Etymologi
Ordet buxbom finns i svensk skrift sedan yngre fornsvensk tid. Den fornsvenska namnformen var boxbom, vilket hämtats från lågtyska bussbom ('buxbom'). Efterledet är etymologiskt samma som tyskans Baum ('träd'), medan förledet kommer från latinets buxus och ytterst grekiskans pyksis ('buxbom').
Träslagets historiskt viktiga användning i olika snickeriarbeten har gjort att latinets ord för trädet/träet fått ge namn åt flera generiska ord. Exempel på sådana är box (via engelska) och boett (via franska), båda med ursprungsbetydelsen 'ask av buxbom' samt bössa (via lågtyskan från medeltidslatinets buxis, 'dosa av buxbom').

## Galleri

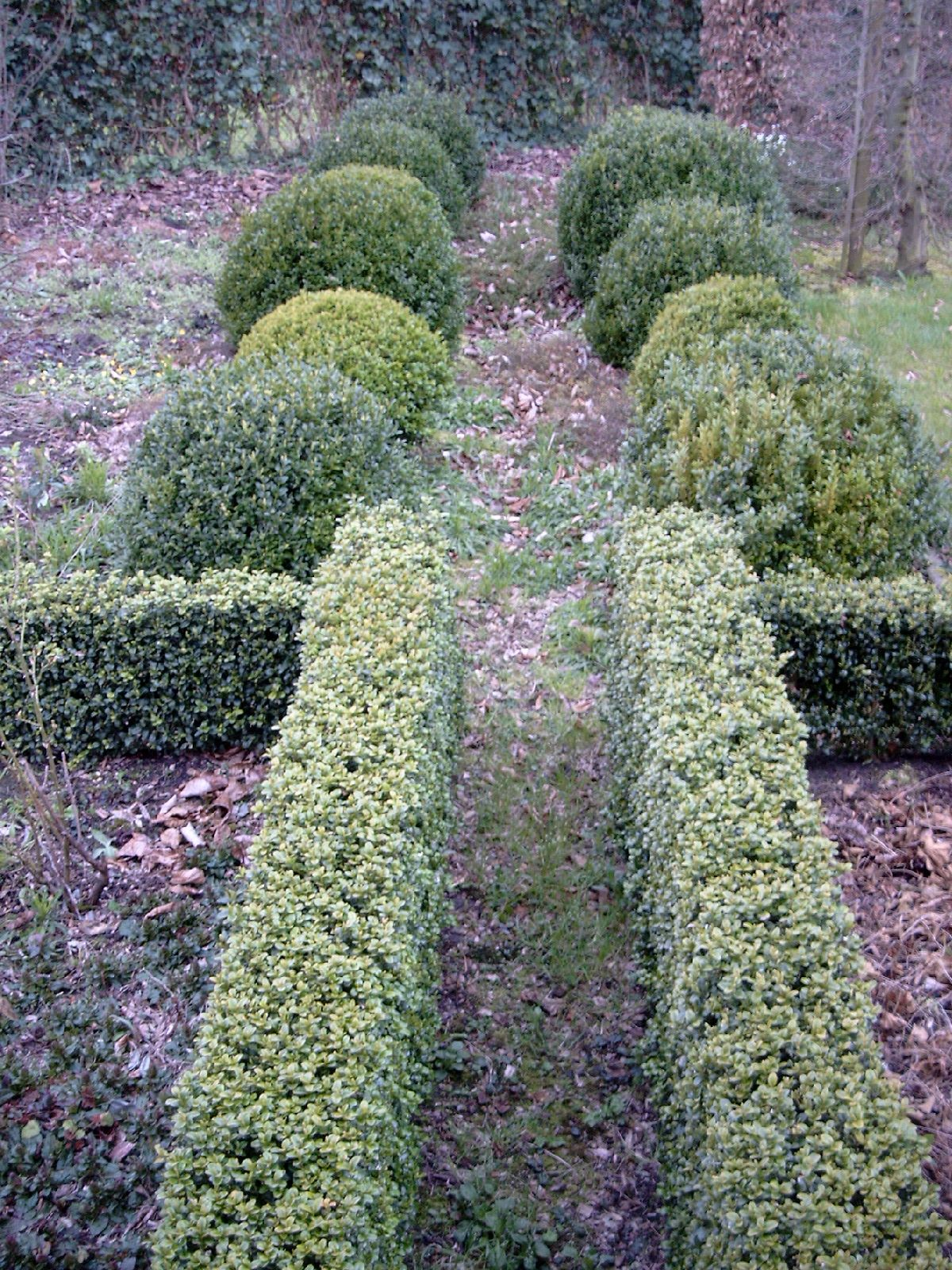
Klippta buxbomhäckar
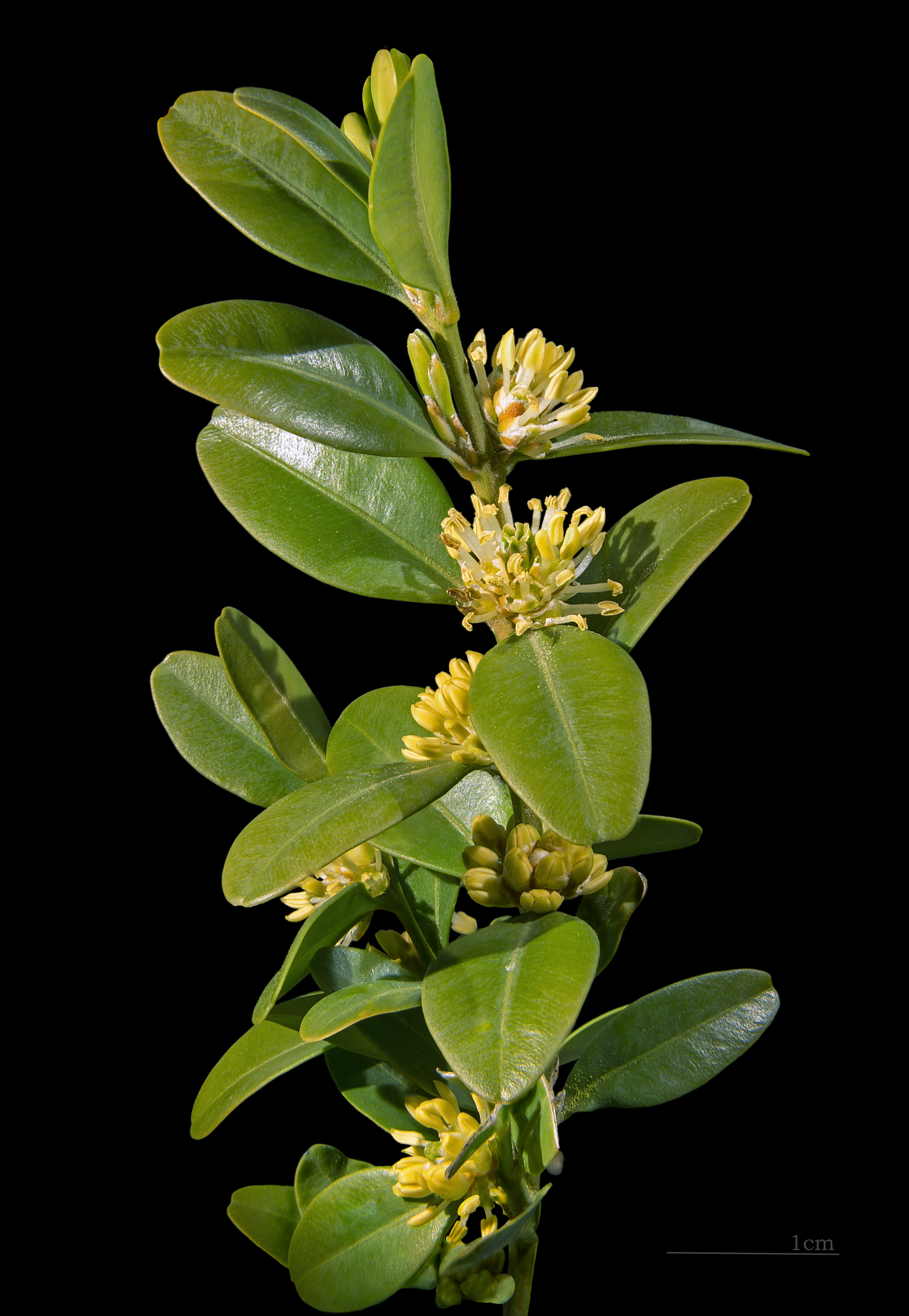
Blommor hos buxbom
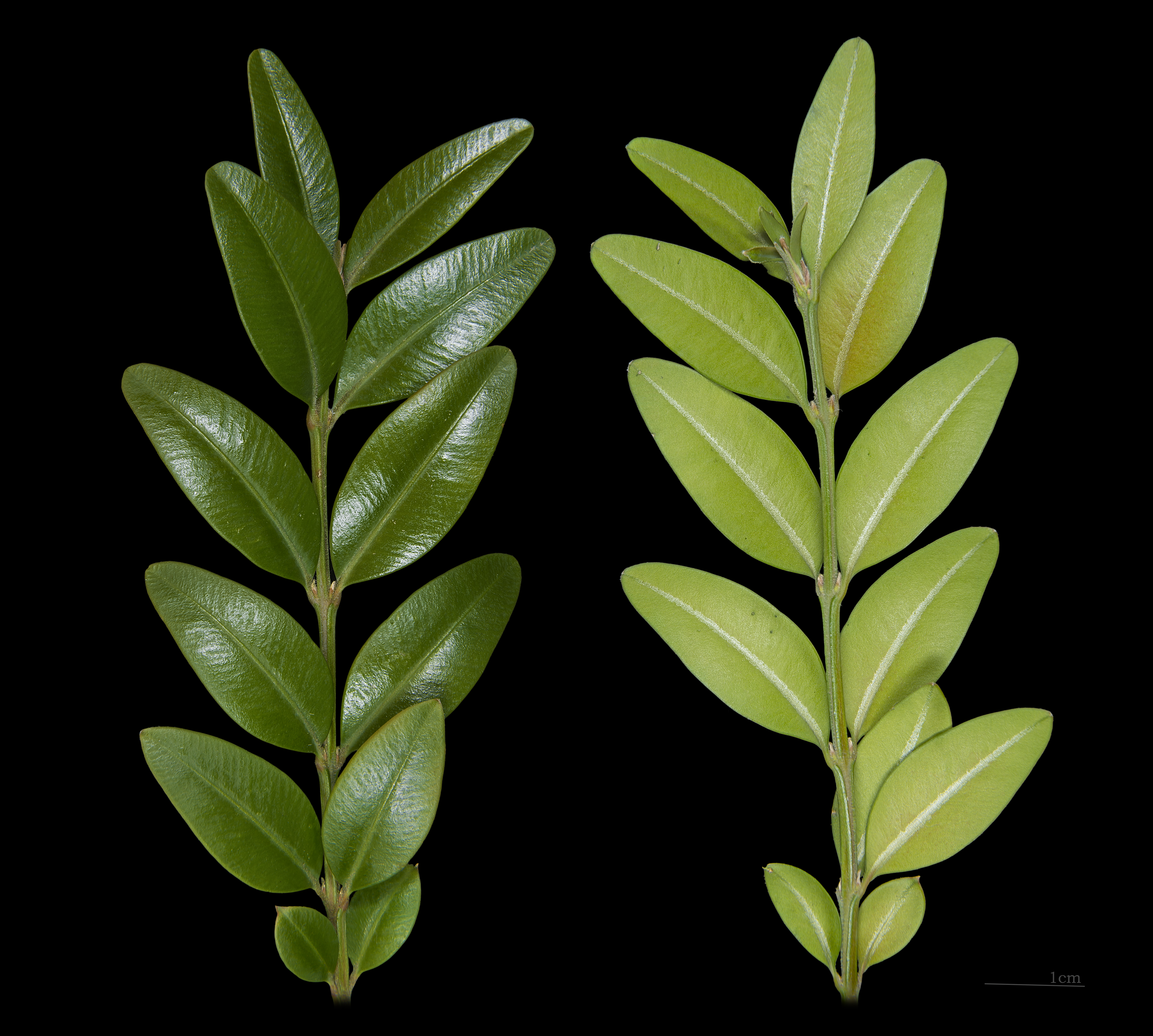
Buxus sempervirens
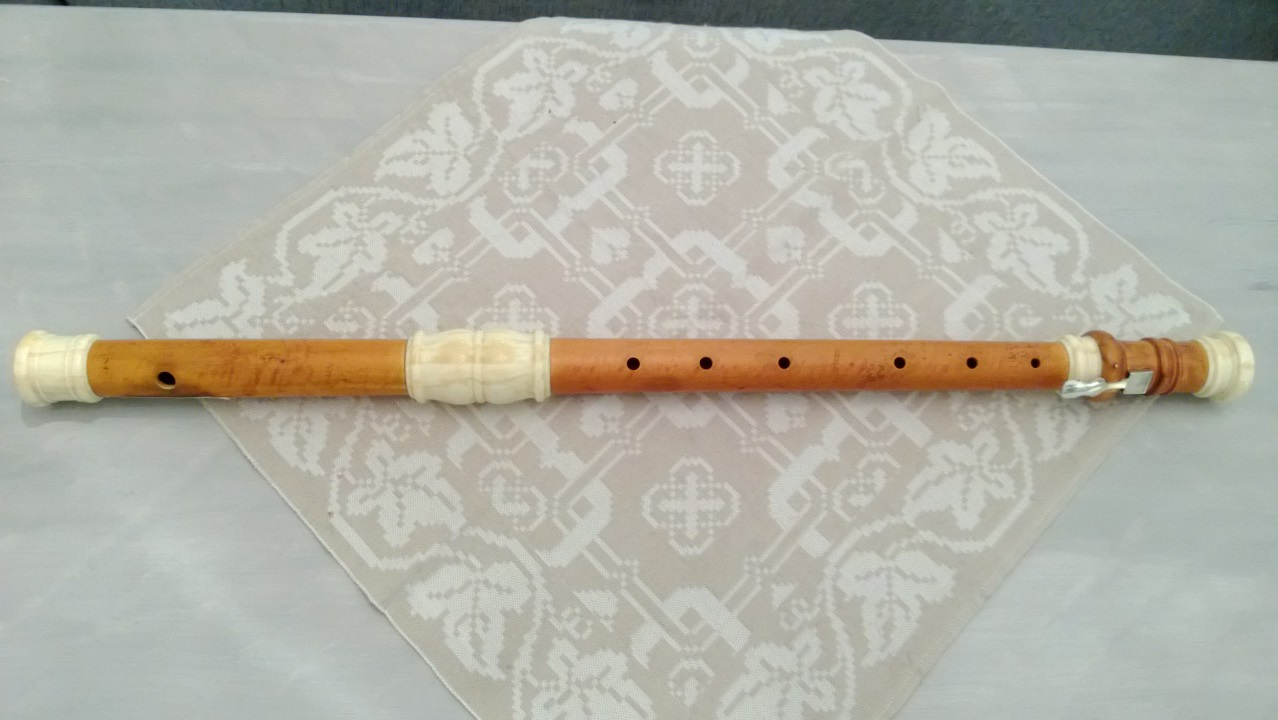
Barockflöjt tillverkad av buxbom